# Natação no Campeonato Mundial de Esportes Aquáticos de 2022 - 400 m livre feminino
A prova dos 400 metros livre feminino da natação no Campeonato Mundial de Esportes Aquáticos de 2022 ocorreu no dia 18 de junho, em Budapeste, na Hungria.

## Recordes
Antes desta competição, os recordes mundiais e do campeonato nesta prova eram os seguintes:
| Tipo                  | Atleta         | Tempo     | Local     | Data                |
| --------------------- | -------------- | --------- | --------- | ------------------- |
|                       | Ariarne Titmus | 3m 56s 40 | Adelaide  | 22 de maio de 2022  |
| Recorde do campeonato | Katie Ledecky  | 3m 58s 34 | Budapeste | 23 de julho de 2017 |

Os seguintes novos recordes foram estabelecidos durante esta competição. 
| Data        | Prova | Nadador       | Nacionalidade  | Tempo     | Recordes              |
| ----------- | ----- | ------------- | -------------- | --------- | --------------------- |
| 18 de junho | Final | Katie Ledecky | Estados Unidos | 3m 58s 15 | Recorde do campeonato |

## Medalhistas
| Ouro                | Prata                 | Bronze           |
| Katie Ledecky (USA) | Summer McIntosh (CAN) | Leah Smith (USA) |

## Cronograma
Todos os horários são locais (UTC+2). 
| Data        | Hora  | Evento        |
| ----------- | ----- | ------------- |
| 18 de junho | 10:11 | Eliminatórias |
| 18 de junho | 18:41 | Final         |

## Resultados

### Eliminatórias
Esses foram os resultados das eliminatórias. A prova foi realizada no dia 20 de junho com início às 09:16. 
| Pos. | Bateria | Raia | Nadadora              | Nacionalidade            | Tempo   | Notas |
| ---- | ------- | ---- | --------------------- | ------------------------ | ------- | ----- |
| 1    | 4       | 4    | Katie Ledecky         | Estados Unidos           | 3:59.79 | Q     |
| 2    | 4       | 5    | Summer McIntosh       | Canadá                   | 4:03.19 | Q     |
| 3    | 4       | 3    | Lani Pallister        | Austrália                | 4:03.71 | Q     |
| 4    | 4       | 2    | Kiah Melverton        | Austrália                | 4:03.74 | Q     |
| 5    | 4       | 6    | Leah Smith            | Estados Unidos           | 4:04.43 | Q     |
| 6    | 3       | 3    | Erika Fairweather     | Nova Zelândia            | 4:06.00 | Q     |
| 7    | 3       | 5    | Tang Muhan            | China                    | 4:06.29 | Q     |
| 8    | 3       | 6    | Isabel Marie Gose     | Alemanha                 | 4:06.44 | Q     |
| 9    | 3       | 2    | Miyu Namba            | Japão                    | 4:08.07 |       |
| 10   | 3       | 4    | Li Bingjie            | China                    | 4:08.25 |       |
| 11   | 3       | 7    | Waka Kobori           | Japão                    | 4:08.55 |       |
| 12   | 4       | 7    | Ajna Késely           | Hungria                  | 4:09.09 |       |
| 13   | 3       | 1    | Eve Thomas            | Nova Zelândia            | 4:09.49 |       |
| 14   | 3       | 8    | Freya Anderson        | Reino Unido              | 4:11.82 |       |
| 15   | 3       | 9    | Katja Fain            | Eslovênia                | 4:12.05 |       |
| 16   | 4       | 0    | Gabrielle Roncatto    | Brasil                   | 4:12.09 |       |
| 17   | 4       | 8    | Marlene Kahler        | Áustria                  | 4:12.55 |       |
| 18   | 3       | 0    | Freya Colbert         | Reino Unido              | 4:12.82 |       |
| 19   | 2       | 4    | Han Da-kyung          | Coreia do Sul            | 4:13.29 |       |
| 20   | 4       | 9    | Valentine Dumont      | Bélgica                  | 4:13.33 |       |
| 21   | 2       | 5    | Helena Rosendahl Bach | Dinamarca                | 4:13.36 |       |
| 22   | 4       | 1    | Bettina Fábián        | Hungria                  | 4:14.06 |       |
| 23   | 2       | 6    | Gan Ching Hwee        | Singapura                | 4:15.19 |       |
| 24   | 2       | 3    | Paula Otero           | Espanha                  | 4:18.90 |       |
| 25   | 2       | 2    | Zhanet Angelova       | Bulgária                 | 4:20.55 |       |
| 26   | 2       | 7    | Kamonchanok Kwanmuang | Tailândia                | 4:27.01 |       |
| 27   | 2       | 1    | Võ Thị Mỹ Tiên        | Vietname                 | 4:28.99 |       |
| 28   | 2       | 8    | Jamila Boulakbech     | Tunísia                  | 4:32.54 |       |
| 29   | 2       | 9    | Natalia Kuipers       | Ilhas Virgens Americanas | 4:33.54 |       |
| 30   | 1       | 4    | Jehanara Nabi         | Paquistão                | 4:37.93 |       |
| 31   | 1       | 2    | Bianca Mitchell       | Antilhas Holandesas      | 4:45.89 |       |
| 32   | 1       | 5    | Therese Soukup        | Seicheles                | 4:46.09 |       |
| 33   | 1       | 3    | Arianna Lont          | São Martinho             | 5:19.07 |       |
| 34   | 1       | 6    | Keana Santos          | Guam                     | 5:28.52 |       |
| —    | 2       | 0    | Talita Te Flan        | Costa do Marfim          | DNS     | DNS   |

### Final
A final foi realizada em 18 de junho às 18:41.
| Pos.              | Raia | Nadadora          | Nacionalidade  | Tempo   | Notas                 |
| ----------------- | ---- | ----------------- | -------------- | ------- | --------------------- |
| Medalha de ouro   | 4    | Katie Ledecky     | Estados Unidos | 3:58.15 | Recorde do campeonato |
| Medalha de prata  | 5    | Summer McIntosh   | Canadá         | 3:59.39 | Recorde nacional      |
| Medalha de bronze | 2    | Leah Smith        | Estados Unidos | 4:02.08 |                       |
| 4                 | 3    | Lani Pallister    | Austrália      | 4:02.16 |                       |
| 5                 | 8    | Isabel Marie Gose | Alemanha       | 4:03.47 |                       |
| 6                 | 7    | Erika Fairweather | Nova Zelândia  | 4:04.73 |                       |
| 7                 | 6    | Kiah Melverton    | Austrália      | 4:05.62 |                       |
| 8                 | 1    | Tang Muhan        | China          | 4:10.70 |                       |

Legenda
| Recorde mundial       | Recorde mundial (World record)               |                       | Recorde africano                      | Recorde africano (African) |                                           | Q | Classificado por posição (Qualified) |
| Recorde do campeonato | Recorde do campeonato (Championship record)  | Recorde da América    | Recorde da América (Americas)         | q                          | Classificado por melhor tempo (Qualified) |   |                                      |
| Melhor marca do ano   | Melhor marca do ano (World leading)          | Recorde asiático      | Recorde asiático (Asian)              | DNS                        | Não largou (Did not start)                |   |                                      |
| Recorde nacional      | Recorde nacional (National record)           | Recorde europeu       | Recorde europeu (European)            | DNF                        | Não terminou (Did not finish)             |   |                                      |
| Recorde pessoal       | Recorde pessoal do atleta (Personal best)    | Recorde da Oceania    | Recorde da Oceania (Oceania)          | DSQ / DQ                   | Desclassificado (Disqualified)            |   |                                      |
| Recorde da temporada  | Recorde da temporada do atleta (Season best) | Recorde sul-americano | Recorde sul-americano (South America) | NM                         | Sem marca (No mark)                       |   |                                      |